# Irene Westphal
Irene Westphal (* 12. November 1930 in Kunitz als Irene Leupolt; † 16. Mai 2023) war eine deutsche Politikerin (SPD) und ehemalige Brühler Bürgermeisterin.

## Leben und Karriere
Im heute polnischen Kunice geboren, wuchs Irene Westphal in Schlesien auf. Später übersiedelte sie nach Niedersachsen, wo sie ihren späteren Ehemann Wilhelm Westphal kennen lernte. Nach der gemeinsamen Hochzeit zogen die Eheleute 1956 ins rheinische Brühl.
Westphal trat der SPD bei. Zwischen 1969 und 1999 war sie Stadtverordnete und saß rund zwanzig Jahre im städtischen Sozialausschuss. Sie war zwanzig Jahre Mitglied im Rat der Stadt Brühl und zehn Jahre lang stellvertretende Bürgermeisterin, bis sie von 1994 bis 1996 als erste und bisher einzige Frau das Bürgermeisteramt in Brühl bekleidete. Ihre langjährige politische Weggefährtin war die SPD-Politikerin Helga Kühn-Mengel.
1973 war Irene Westphal Mitinitiatorin der Aktion „Gemeinsinn“, bei der sie sich lokal um Hausaufgabenbetreuung, Seniorenbegleitung, die Organisation einer Kleiderstube sowie Deutschkurse für ausländische Mitbürgerinnen und Mitbürger bemühte.
1986 wurde Westphal der Verdienstorden der Bundesrepublik Deutschland für ihren Einsatz in der Kommunalpolitik, in der Alten- und Behindertenarbeit, im Rahmen der Resozialisierung von Obdachlosen und der Integration von ausländischen Mitbürgerinnen und Mitbürgern verliehen. Für ihre Verdienste um die Stadt erhielt sie die Brühler Ehrennadel.
2010 zogen ihr Ehemann und sie ins schleswig-holsteinische Itzehoe, in die Nähe ihrer beiden Kinder und ihrer Enkel.
2020 trug sich Irene Westphal in das Goldene Buch der Stadt Brühl ein.
Westphal starb am 16. Mai 2023 im Alter von 92 Jahren.